# تماثيل جبيل
تماثيل جبيل أو التماثيل الفينيقية هي حوالي 1500-2000 تمثال صغير عثر عليها في المعابد الفينيقية القديمة في لبنان، في المقام الأول في جبيل، ولكن أيضًا في كامد اللوز. يعود تاريخ التماثيل إلى الألفية الثانية قبل الميلاد وهي مصنوعة من سبائك البرونز أو الفضة أو النحاس. تعتبر تماثيل جبيل أفضل مثال من نوعها في بلاد الشام.

## الاكتشاف
عثر على غالبية التماثيل في المواقع الأثرية في جرار فخارية مغلقة، بالإضافة إلى الأدوات والأسلحة والمجوهرات وغيرها من أدوات الطقوس.
المجموعة الأولى التي عثر عليها كانت موجودة في معبد بعلة جبيل ونشرت المعلومات عنها من قبل علماء الآثار مونتيت ودوناند. كلاهما اعتبر في الأصل أن التماثيل هي "رواسب أساسية". بعد المزيد من الاكتشافات في معبد المسلات، اقترح دوناند أنه ربما تكون عبارة عن مجموعات من "ودائع القرابين" للمهرجانات. ومع ذلك، في عام 1966، اقترح نجيبي وموسكوفيتش بدلاً من ذلك، أن الأشياء المختلفة التي اكتشفت تم إخفاؤها على عجل، قبل وقوع كارثة وشيكة.

## وصف
قياس التماثيل 3-38 سم، معظمهم يمثلون الذكور، ولديهم تشابك بارز من أقدامهم مما يسمح لهم بوضعهم على القواعد. يرتدي معظمهم قبعات مخروطية الشكل تشبه اللباد بينما يشبه البعض القبعة المصرية والبعض الآخر يرتدي الخوذات مما يشير إلى تكثيف العلاقات مع مصر خلال الأسرتين الثانية عشرة والثالثة عشرة. بعضهن عاريات والبعض الآخر يرتدين التنورات القصيرة. في الأصل، كان العديد منهم مسلحين بعصا أو خنجر أو صولجان أو فأس. بناءً على نقش على مسلة كبيرة في معبد المسلات، يتم تفسير الذكور على أنهم يشبهون رشف، إله الحرب والطاعون الفينيقي.
وصفت التماثيل بأنها "خامة ونمطية ومنتجة بكميات كبيرة". ومن المرجح أنها صنعت في جبيل لاستخدامها كقرابين طقسية. عثر على قوالب لأنماط مماثلة ولكن أقل عددًا من التماثيل في الحفريات الفينيقية في نهاريا.
تفسر على أنها قرابين نذرية لأنه لم يعثر عليها في القبور ولم تتوزع على نطاق واسع بما يكفي لتكون جزءًا من شبكات التبادل. وقد صاغ عالم الآثار اللبناني موريس شهاب فرضية إيحائية حول هذه التماثيل قائلاً: "إن عدداً لا بأس به من التماثيل الموضوعة في هذه المزهريات، مصورة بكامل حركتها وهي ترتدي ليبادي. أو الغطاء المخروطي، وهو ما زال مستعملاً في مناطق معينة من الجبال اللبنانية العالية. ثبت غطاء الرأس هذا على الرأس بواسطة حزام الذقن. تضمن أحد المصوتين السابقين عدة عشرات من هذه التماثيل المتشابهة لدرجة أنه يمكن للمرء أن يتخيل أنها تمثل فرقة كانت ستقدم رعاتها [التماثيل] إلى المعبد قبل الانطلاق."

## معرض

### متحف بيروت الوطني
فيما يلي الصور التالية للتماثيل المعروضة في متحف بيروت الوطني:

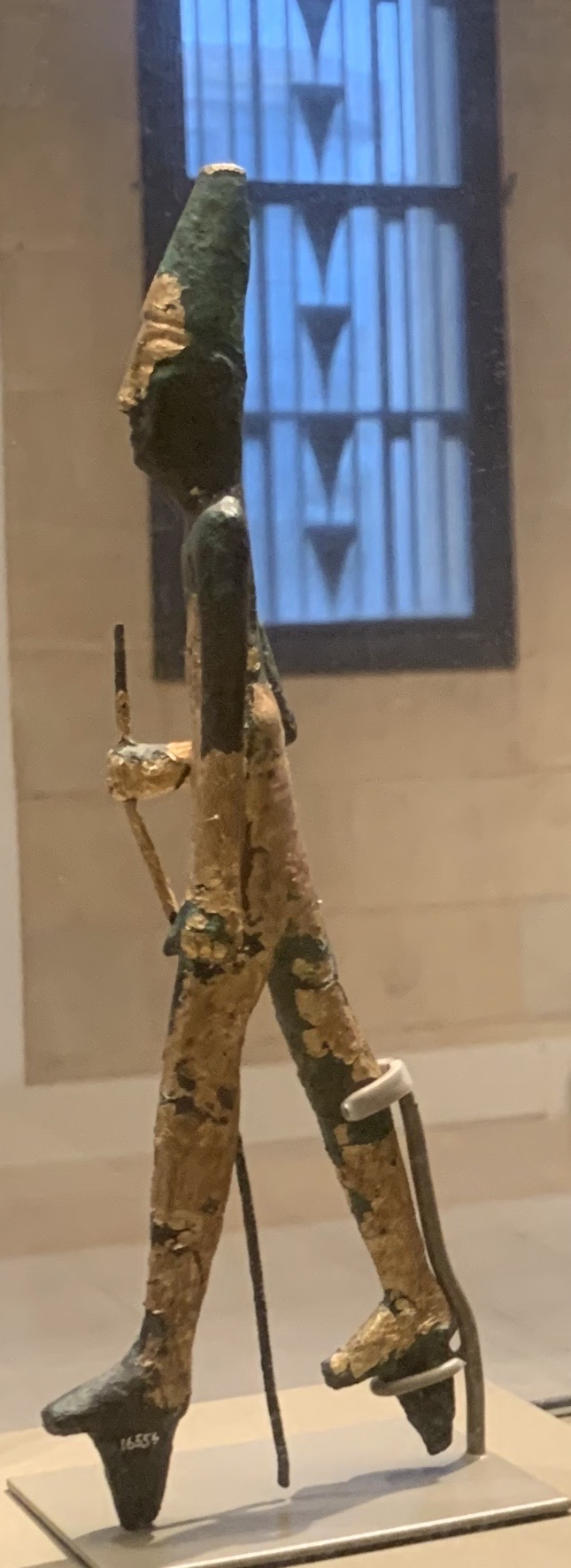
تمثال من المتحف الوطني في بيروت
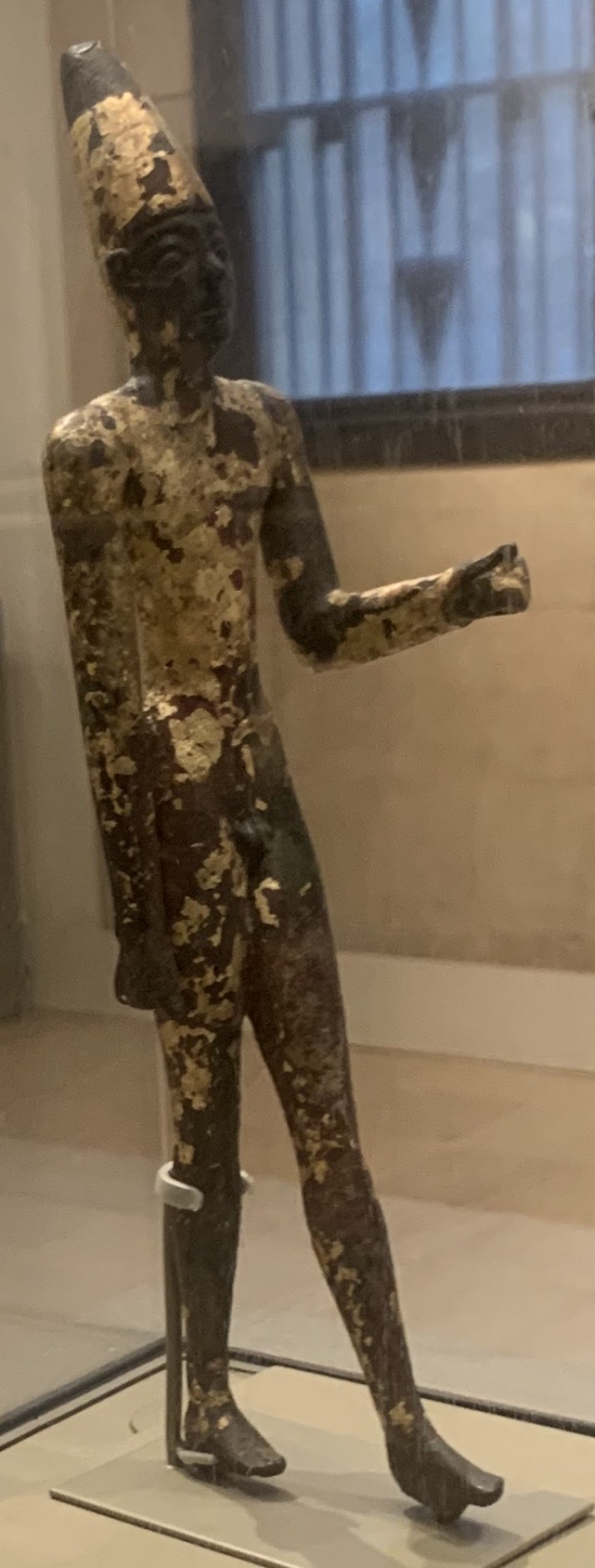
تمثال من المتحف الوطني في بيروت
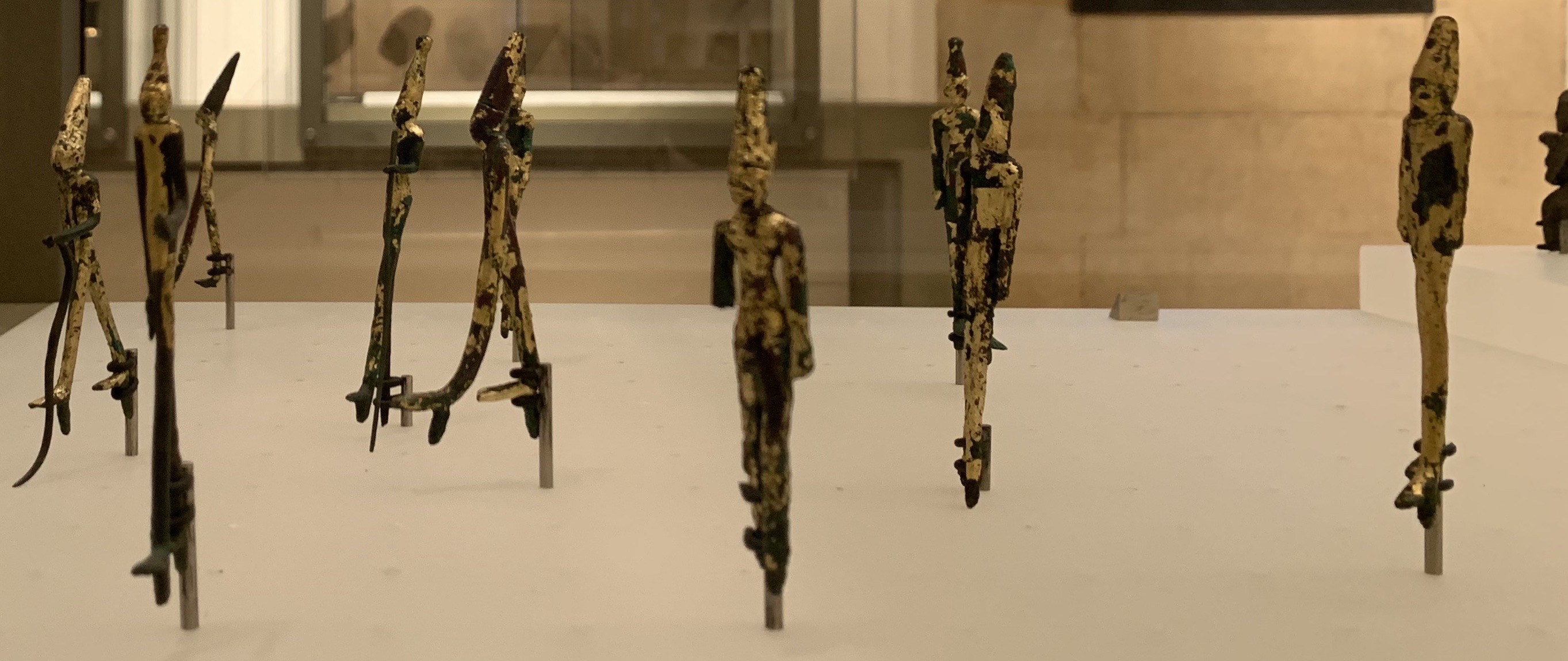
تمثال من المتحف الوطني في بيروت
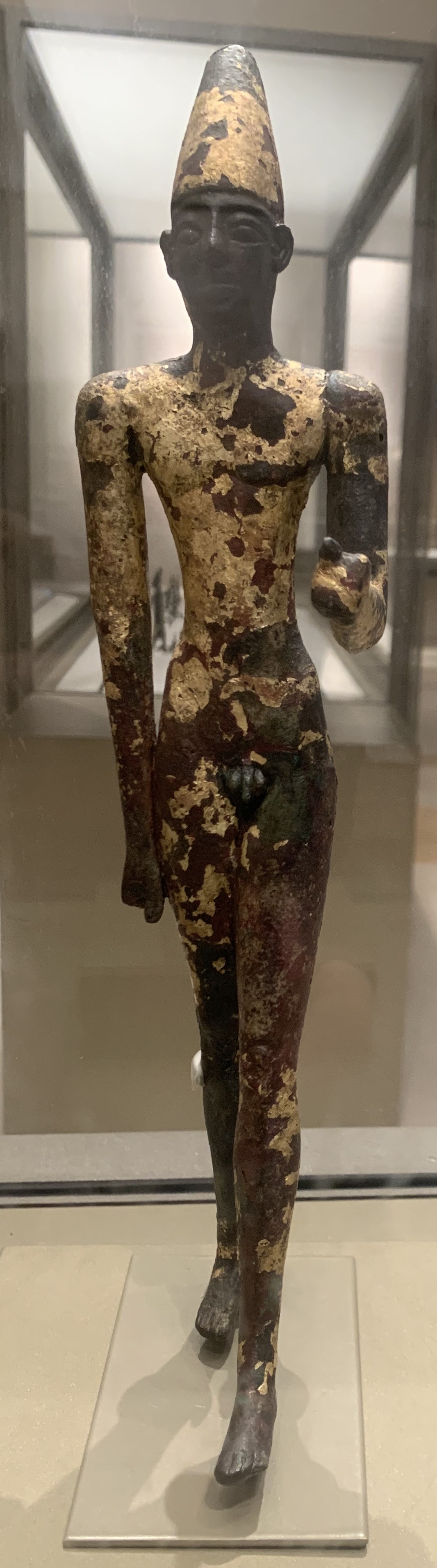
تمثال من المتحف الوطني في بيروت
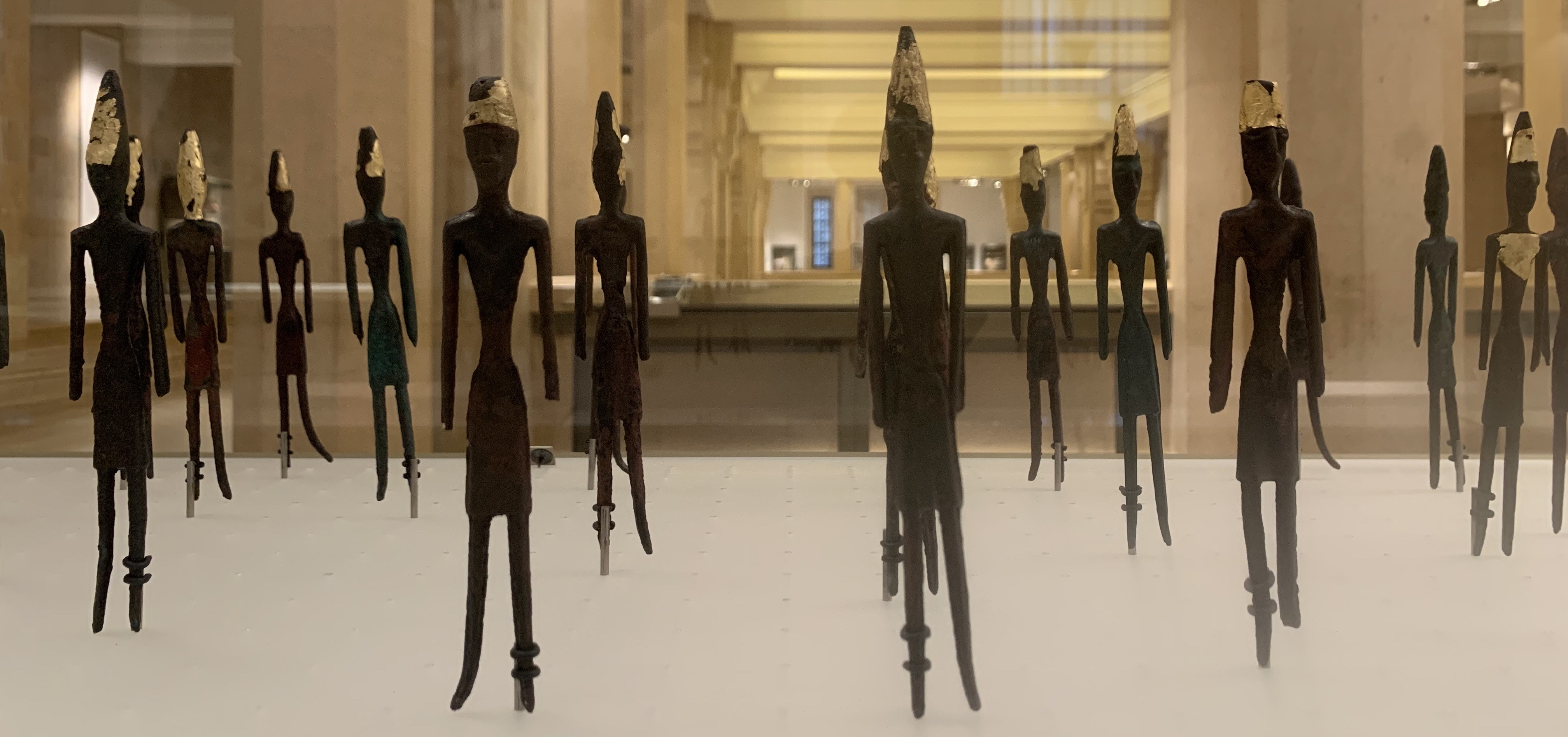
تمثال من المتحف الوطني في بيروت
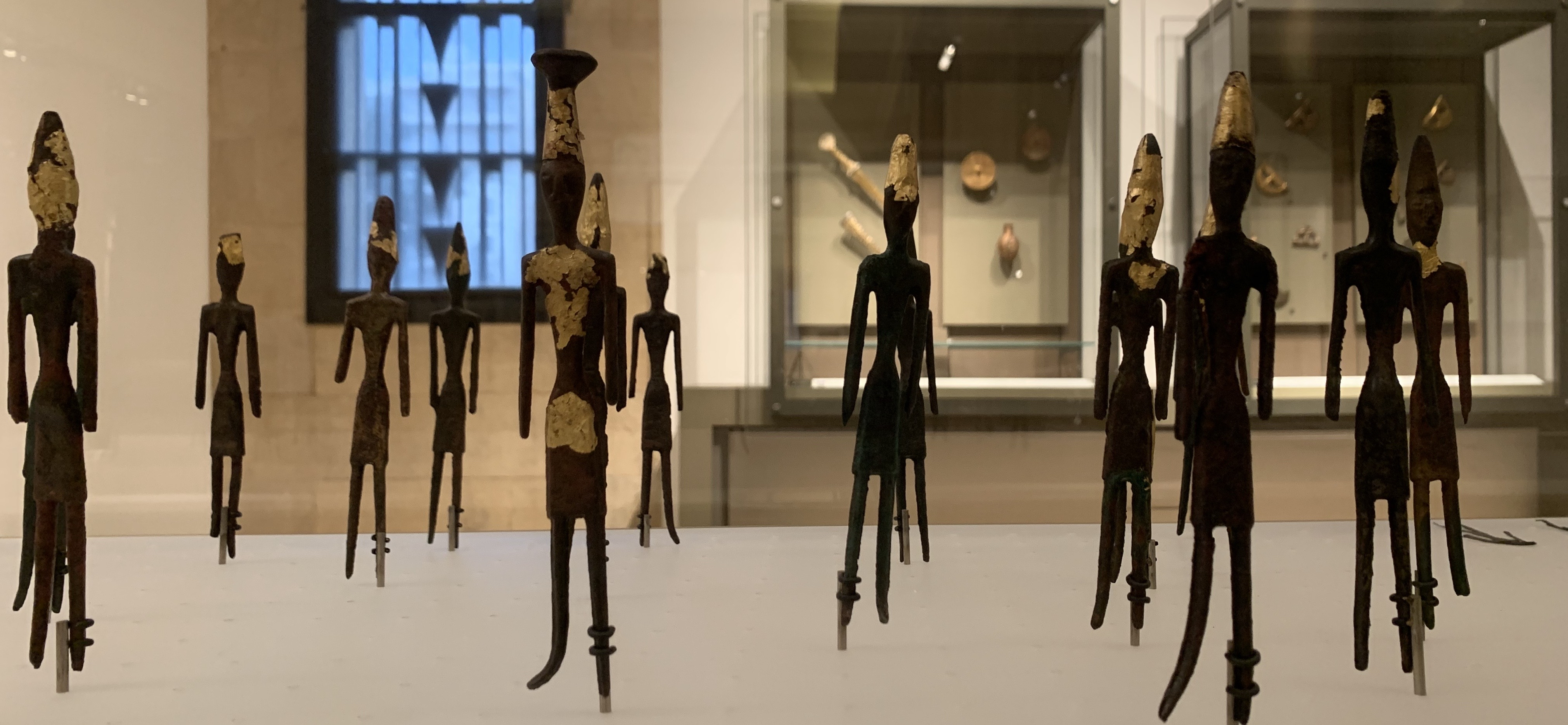
تمثال من المتحف الوطني في بيروت
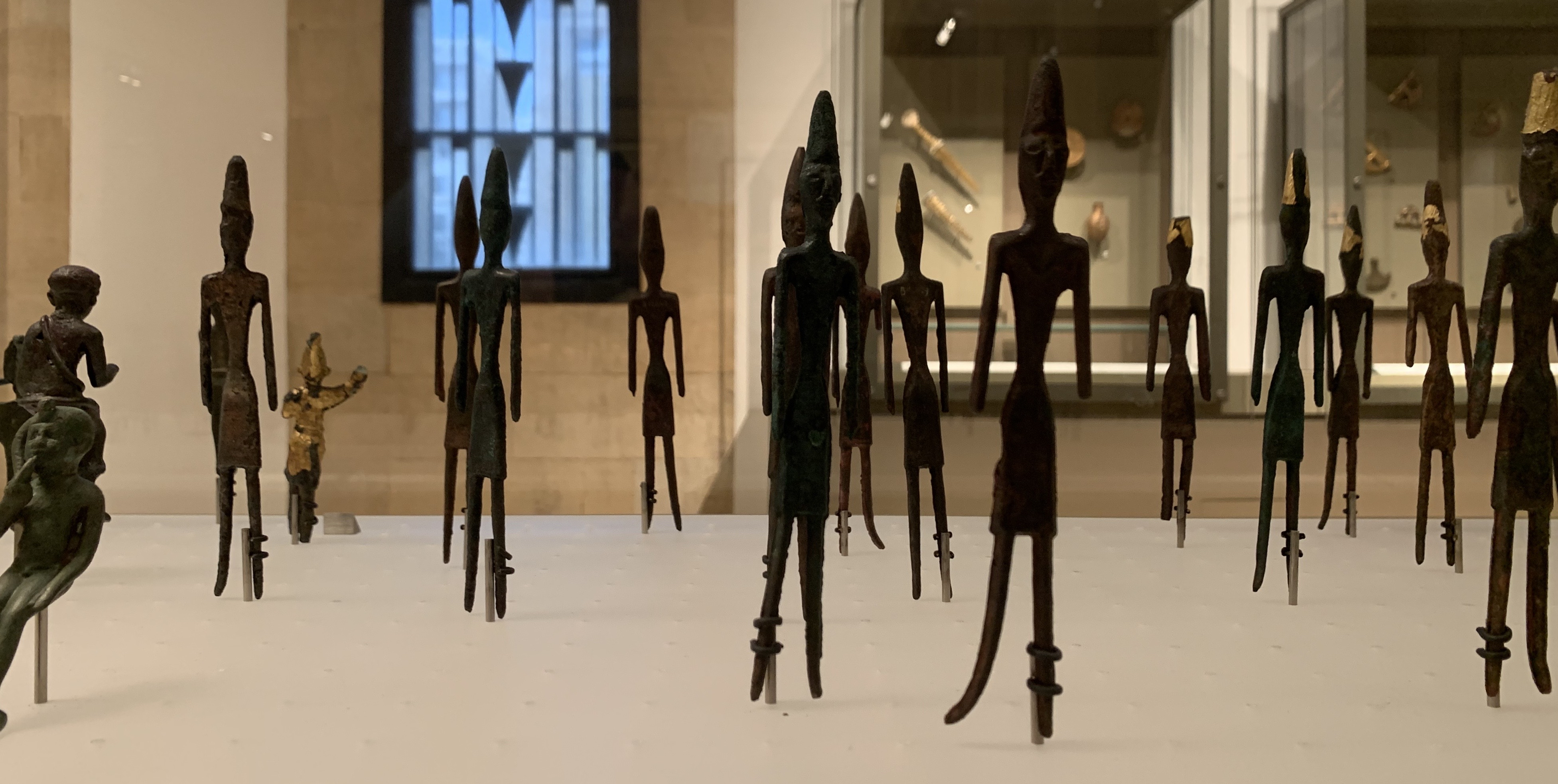
تمثال من المتحف الوطني في بيروت
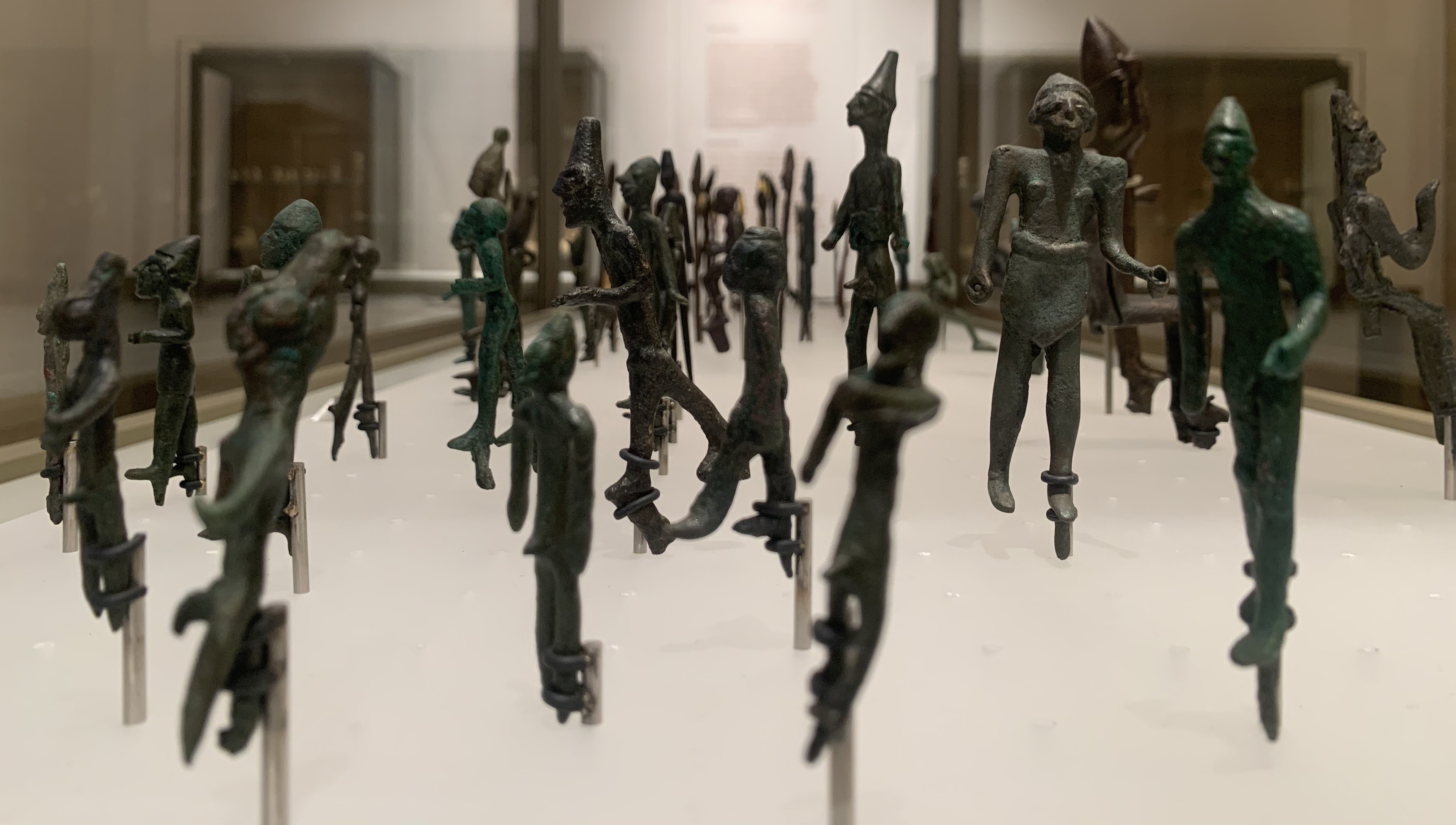
تمثال صغير من متحف بيروت الوطني - يتضمن تمثالاً نسائياً غير عادي
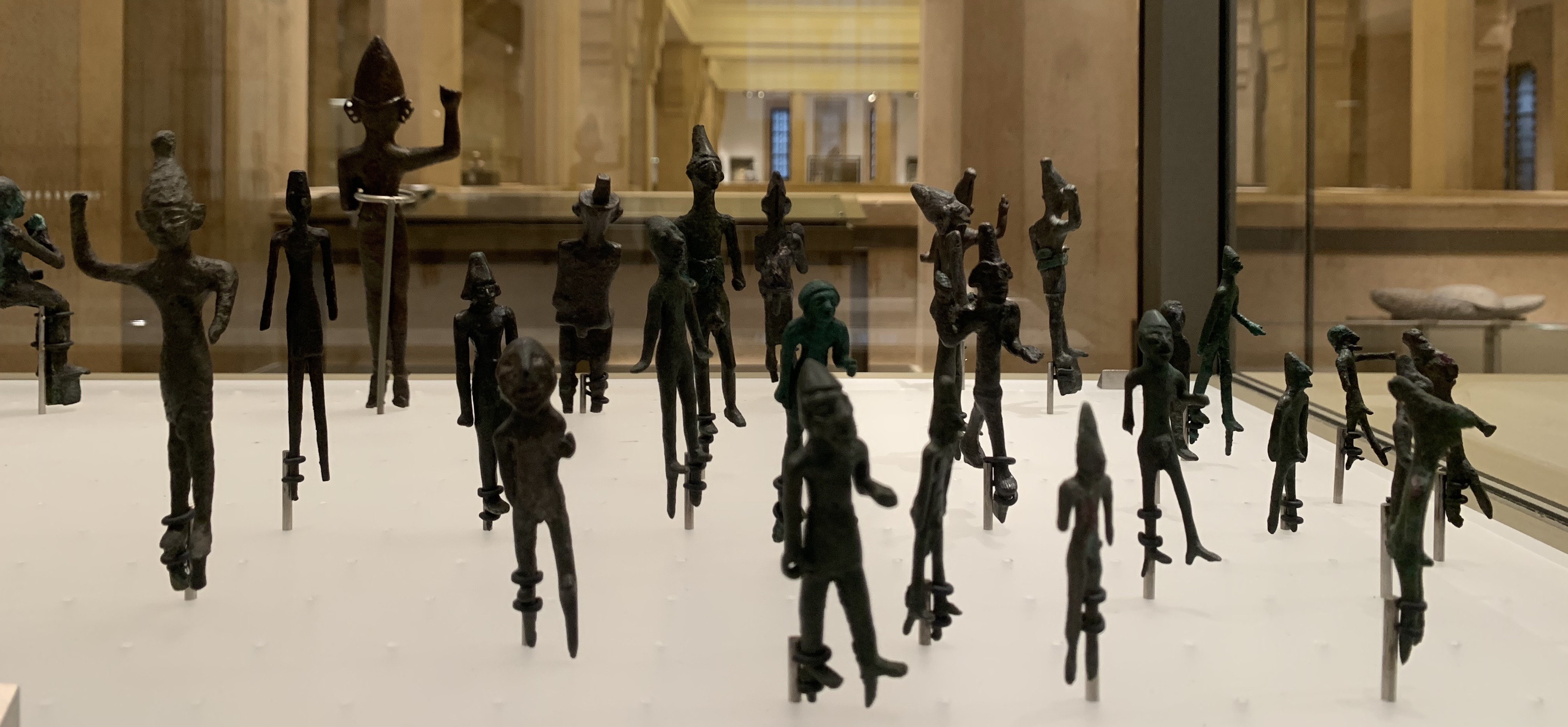
تمثال من المتحف الوطني في بيروت
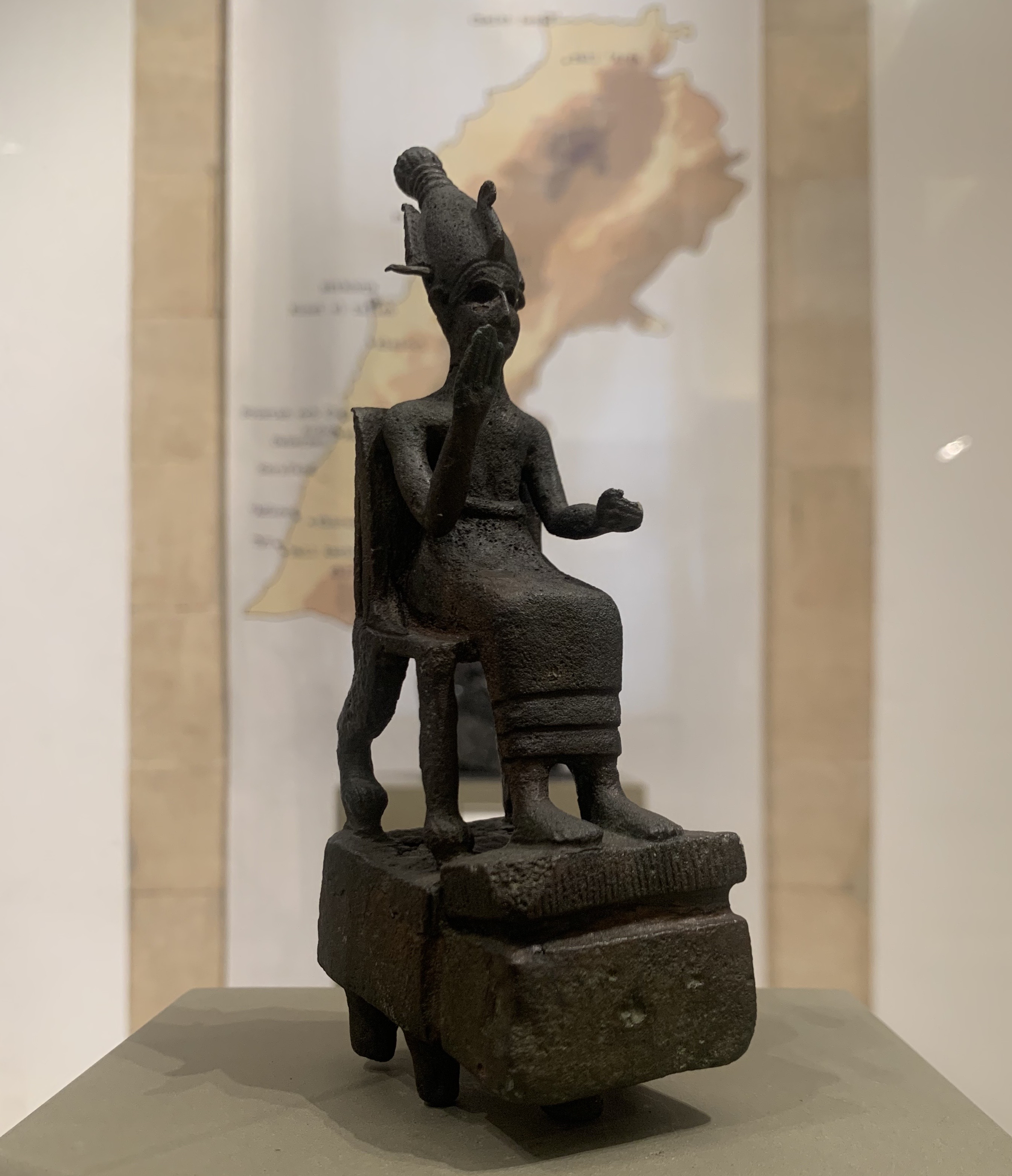
تمثال من المتحف الوطني في بيروت
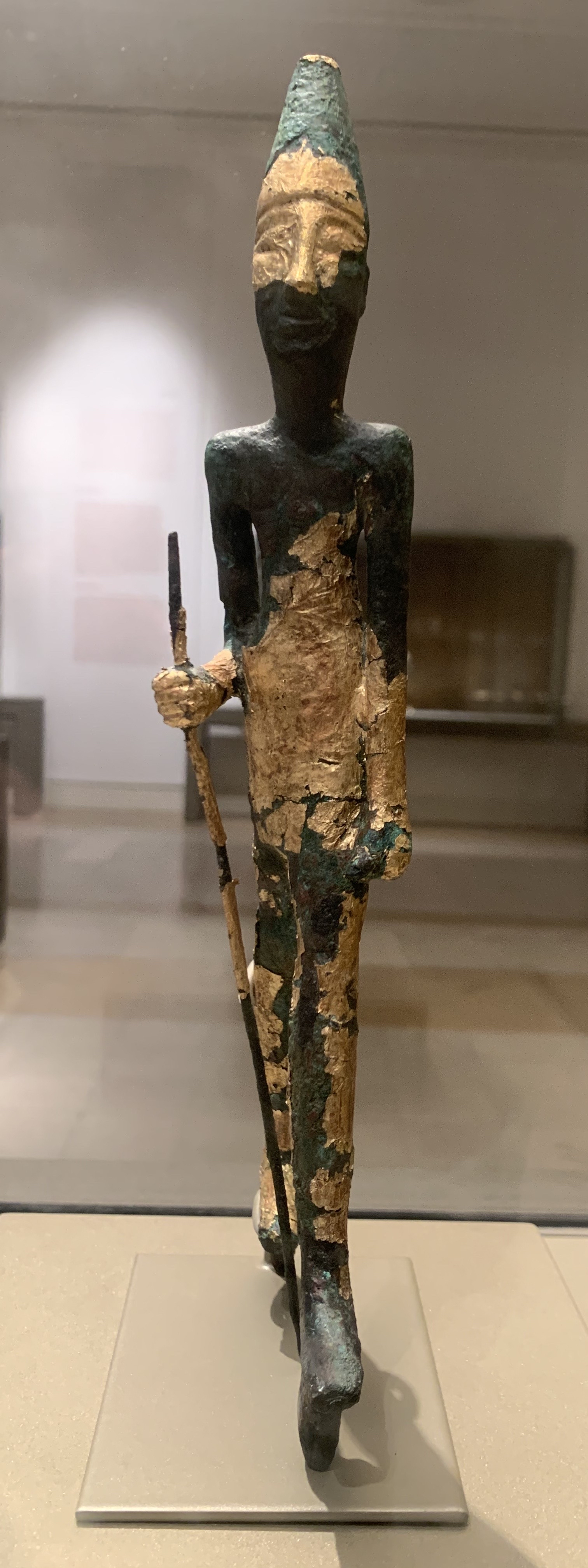
تمثال من المتحف الوطني في بيروت
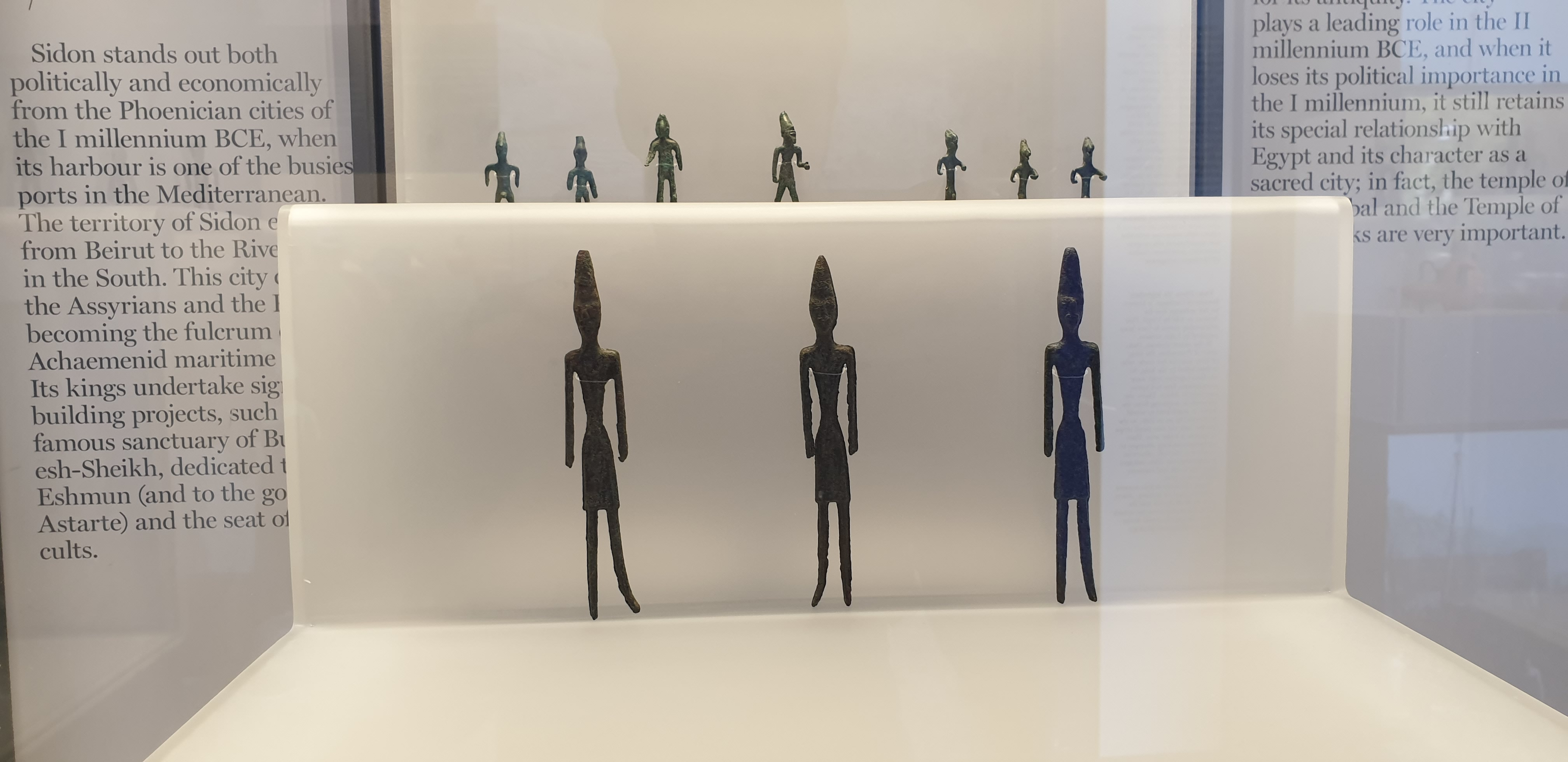
في معرض في روما